# 小行星3800
小行星3800（英語：3800 Karayusuf）是一颗围绕太阳公转的小行星。1984年1月4日，埃莉諾·赫琳在帕洛马山发现了此天体。
这颗小行星的绝对星等为115.64375等。